# Yellow Claw
A Yellow Claw egy DJ duó, tagjai Amszterdamból származnak:Jim Taihuttu (Jim Aasgier), Nils Rondhuis (Nizzle). A zenei stílusuk, és mixeik széles körben mozognak körbeölelve a Trap, Raggae, Moombahton, és Dubstep alapjait.

## Karrier
Legelőször 2010 közepén Amszterdam egyik leghíresebb klubjában a Jimmy Woo-ban tettek szert hatalmas hírnévre. 2012-ben és 2013-ban adták ki a sikert elindító zenéiket, melyek egyből a német és belga toplisták élére törtek: "Krokobil", "Nooit meer slapen", "Thunder" és a "Last Night Ever". Míg a zenék klipjei több milliós nézettséget gyűjtöttek a YouTube-on, az együttes több Német fesztiválon is felléphetett, mint például: DirtyDutch Fesztivál, Sneakerz Fesztivál, Latin Village Fesztivál és Solar Fesztivál.
2013-ban írták alá a szerződésüket Diplo kiadójával a Mad Decent-tel és március 7-én meg is jelentették első kislemezüket ami az Amsterdam Trap Music névre hallgat. Júniusban a BBC Radio-n megszokott Diplo and Friends rádiós műsorban kaptak helyet, ezek után pedig a 2013. júliusi Tomorrowland Fesztiválon is felléptek. Ebben az évben szeptember 26-án kiadták második kislemezüket a Amsterdam Twerk Music-ot.
November elsején a Spinnin’ Records-szal kötött szerződésük után megjelent a Shotgun című daluk aminek a dalszöveget a német Rochelle-nek köszönhették. A sláger a német Top10-es és a Belga Top20-as listára került. November 8-án, még 2013-ban összeálltak Flosstradamus-szal és megjelentették a Pillz névre keresztelt zenéjüket, melyet a Fool's Gold és az Ultra Records adott ki.

## Tagok
- Jim Aasgier (Jim Taihuttu) - 1981. július 6. DJ/Producer.
- Nizzle (Nils Rondhuis) - 1987. szeptember 6. DJ/Producer.

## Barong Family
2014 májusában a Yellow Claw megalapította saját lemezkiadó cégét a Barong Family-t, amely a Spinnin' Records-hoz lett bejegyezve. Az első megegyezésük az amszterdami Migthyfools-szal jött létre, és az első hivatalosan kiadott slágerük a "Lick Dat" volt június 2-án. 2015-ben a Barong Family kivált a Spinnin' Records-tól és azóta önálló kiadóként működik.
Előadói:
- Yellow Claw
- Mightyfools
- Yung Felix
- Coone
- Wiwek
- Dirtcaps
- Alvaro
- LNY TNZ
- Cesqeaux
- Mike Cervello
- Moksi
- Victor Niglio
- The Galaxy
- San Holo
- Dolf
- Lil Debbie